# Jiangyang Bei Lu
Jiangyang Bei Lu (chiń. 江杨北路站) – stacja początkowa metra w Szanghaju, na linii 3. Zlokalizowana jest przed stacją Tieli Lu. Została otwarta 18 grudnia 2006.